# Dani Beck
Detektivka Dani Beck je fiktivni lik iz serije Zakon i red: Odjel za žrtve koju igra Connie Nielsen. 
Rođena u Danskoj, Dani je poliglotska detektivka koja dolazi iz specijaliziranog odjela. Dodijeljena je Odjelu kao Stablerova partnerica, pošto je Olivia otišla na specijalnu kratkotrajnu misiju za FBI.
Dani je portretirana kao odana policajka, i Cragen ju je čak opisao kao „prevatrenu“. Prije nego što je došla u Odjel, Dani je imala prosjek od 12 uhićenja mjesečno, u odjelu u kojem se 8 uhićenja mjesečno smatra iznad prosjeka. Implicirano je da se Dani možda premjestila iz starog odjela jer je njezino nestrpljenje dovelo do problema. Cragen je jednom spomenuo da ima najmanje jedno pogrešno uhićenje u svom dosjeu. Kasnije, u istoj epizodi, Dani navodi Stablera da uhiti nevinog čovjeka. Kasnije je otkriveno da je znala da je čovjek čist na osnovi otisaka prstiju, no odlučila ga je svejedno uhititi, jer je bila uvjerena da je kriv.
Iako Dani u nekim slučajevima može biti previše revna, njezina odanost može biti toliko pozitivna koliko i negativna. Kada priznaje svoju krivnju u spomenutom slučaju, u Odjelu provodi cijelu noć istražujući, kako ne bi dvaput napravila istu pogrešku.
Dani je svoga muža upoznala u vojsci, dok je bio stacioniran u Njemačkoj gdje je ona studirala. Nakon vjenčanja i njihova dolaska u SAD, on je otišao u Njujoršku policiju i ubijen je na dužnosti tri godine prije Danina prelaska u Odjel za žrtve. 
Koliko znamo, Dani govori engleski i francuski jezik, no još nije govorila svojim materinjim jezikom, danskim.
Malo prije povratka det. Benson, profesionalno oduševljenje det. Beck je poljuljano pošto je mentalno bolesni ujak det. Muncha ubio sumnjivca u slučaju silovanja. Kasnije je saznala da je njegov motiv za ubojstvo sumnjivca bila njezina želja da ga ubije, koju je on čuo, a nije trebao.
U jednom od posljednjih nastupa det. Beck, ona i det. Stabler su podijelili intimni trenutak, no nije poznato jesu li nastavili tu vezu. No, već u idućoj epizodi, koja je govorila o djevojčici o kojoj se ona brinula, a koja je htjela zapaliti stan i ubiti i samu sebe i det. Beck, detektivka Beck je odlučila napustiti Odjel za žrtve.